# Fisura orbitară inferioară
Fisura orbitară inferioară (Fissura orbitalis inferior) este o fisură situată între peretele inferior și cel lateral al orbitei prin care orbita comunică cu fosa infratemporală (lateral) și cu fosa pterigopalatină (medial). Este delimitată de  marginea inferioară a feței orbitare a aripei mari a sfenoidului și marginea posterioară a feței orbitare a maxilei. Prin fisura orbitară inferioară trec înspre orbită nervul maxilar și artera suborbitară.